# ムーティエ (スイス)

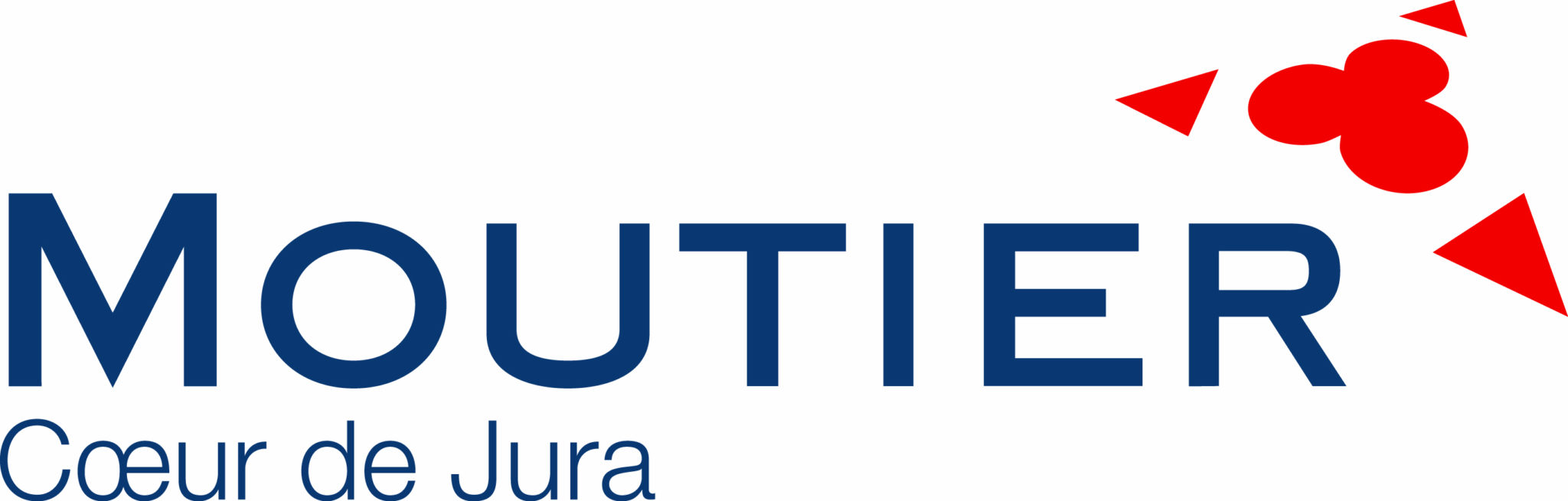
ムーティエのロゴ

ムーティエ（フランス語: Moutier）は、スイス北部ベルン州の都市・基礎自治体。北をジュラ州、北西をRoches BE、東をBelprahonとEschert、南をCourt、西をPerrefitteと接する。人口は7,171人（2023年末推定）。
2026年1月1日にベルン州からジュラ州に移管される予定。

## 歴史
神聖ローマ帝国時代はバーゼル司教領に属していた。フランス革命戦争およびナポレオン戦争の際はフランスに併合されたが、1815年のウィーン会議でスイス連邦のベルン州へ帰属した。

### ベルン州からの分離運動
ベルン州は大部分がドイツ語圏だが、ムーティエといった北西部のジュラ地方はフランス語圏である。そのため、フランス人民族主義者による分離運動が存在する。
1959年7月5日に分離運動組織が実施した、新たな州創設に関する投票では反対が67.2パーセントを占め、否決された。1974年6月23日にジュラ州創設の賛否を問う住民投票では、反対が50.8パーセントでわずかに賛成票を上回り、ムーティエでは否決された。なお住民投票全体では賛成派が勝利し、1979年にジュラ州が新設されることになった。1975年9月7日、新設されるジュラ州の近隣の自治体に州の帰属を問う住民投票が実施され、ムーティエはベルン州残留票が総得票数の53パーセントを占めたためベルン州へ残留することになった。しかし、1984年にこの住民投票では残留派に不正な資金が流れていることが発覚し、ベルン州からの分離運動が再燃した。2013年11月23日、ベルン州のベルナー・ジュラ区全体とジュラ州の統合計画が持ち上がるも拒否され、区に所属する自治体が個別に住民投票を実施することになった。
2017年6月18日、ジュラ州への編入を問う住民投票が実施され、賛成が2,067票、反対が1,930票で編入が決定した。しかしベルナー・ジュラ区長は投票に不正があったとして、2018年11月5日に投票結果の無効を発表。ムーティエはベルン州行政裁判所に上訴するも、2019年8月23日に結果の無効が確定した。
2021年3月28日に再び住民投票が実施され、賛成が2,114票、反対が1,740票でジュラ州への編入が決定した。9月22日、ベルン州とジュラ州は2026年1月1日までの移管を目標としたロードマップに合意した。
2024年3月6日、ベルン州議会とジュラ州議会はムーティエの移管を規定した協定を可決した。9月22日、ベルン州とジュラ州で移管の是非を問う住民投票が実施され、ジュラ州では有権者の72.9%（投票率50.3%）が賛成、ベルン州では有権者の83.2%（投票率42.6%）が賛成し、どちらも賛成多数で承認された。11月24日、ジュラ州の住民を対象とした新たな郡の創設を問う住民投票が実施され、賛成多数で承認された。これにより、暫定措置としてムーティエ単独から成るムーティエ郡として2025年秋の選挙に参加する予定である。

## 出身人物
- シンディ・アレマン - 女性レーシングドライバー